# Laughing Gas (1907)
Laughing Gas ist ein Kurzfilm von Edwin S. Porter aus dem Jahr 1907. Der Film wurde von der Filmfirma Edison Manufacturing Company produziert und veröffentlicht.

## Handlung
Mandy Brown wird von starken Zahnschmerzen geplagt und vom Zahnarzt mit Lachgas behandelt. Auf ihrem Heimweg kann sie nicht mit dem Lachen aufhören und steckt mit diesem Lachen jeden Passanten an.

## Hintergrundinformationen
Der Film war für Bertha Regustus und Mr. La Montte der erste und letzte Auftritt in einem Film. Für Edward Boulden war dieser Film bereits der zweite seiner langjährigen Karriere. Zuvor war er in dem Film The Gay Shoe Clerk zu sehen.